# (5780) Lafontaine
(5780) Lafontaine es un asteroide perteneciente al cinturón exterior de asteroides descubierto el 2 de marzo de 1990 por Eric Walter Elst desde el Observatorio de La Silla, Chile.

## Designación y nombre
Designado provisionalmente como 1990 EJ2. Fue nombrado Lafontaine en homenaje a Jean de la Fontaine, poeta lírico francés, con motivo del 300 aniversario de su muerte. Conocido por sus "fábulas" (publicadas por primera vez en seis libros en 1668, con un total de 12 libros en 1694) y sus "contes". Las fábulas fueron inspiradas por escritores griegos y latinos como Esopo y Fedro, y los contes, principalmente por los escritores franceses François Rabelais y Marguerite de Navarra. Aunque La Fontaine continuó la tradición clásica, creó su propio estilo y lenguaje que exhibe versatilidad y fecundidad. Es considerado uno de los mejores escritores clásicos franceses.

## Características orbitales
Lafontaine está situado a una distancia media del Sol de 3,347 ua, pudiendo alejarse hasta 3,787 ua y acercarse hasta 2,907 ua. Su excentricidad es 0,131 y la inclinación orbital 8,677 grados. Emplea 2237,15 días en completar una órbita alrededor del Sol.

## Características físicas
La magnitud absoluta de Lafontaine es 12,2. Tiene 22,593 km de diámetro y su albedo se estima en 0,055. 